# Pagurus corallinus
Pagurus corallinus är en kräftdjursart. Pagurus corallinus ingår i släktet Pagurus och familjen eremitkräftor. Inga underarter finns listade i Catalogue of Life.